# Diego Menéndez
Diego Raúl Menéndez (Chajarí, Provincia de Entre Ríos; 30 de diciembre de 1971) es un piloto argentino de automovilismo. Desarrolló su carrera a nivel provincial nacional y continental, siendo competidor en las categorías nacionales Fórmula Súper Renault Argentina, TC 2000 y Top Race y participando en el Super Turismo Sudamericano (ex-Copa de las Naciones). A nivel provincial debutó en 1994 en la Fórmula Entrerriana, proclamándose campeón de dicha categoría en el año 1995.
Estuvo inactivo entre 2002 y 2004, retornando a la competición profesional en el TC 2000 y teniendo a partir de ahí nuevamente buenas participaciones. Su actividad se consolidaría nuevamente en el año 2011, al ser convocado por la terminal automotriz Fiat para competir en el equipo oficial que dicha marca presentara en la categoría argentina Top Race (hoy redenominada como Top Race Serie, tal con el nombre con el que fuera fundada). En dicha categoría compitió a bordo de un Fiat Linea, modelo que fuera estrenado ese año por la categoría y con el cual tuviera buenos resultados y desempeño,  En 2012 continuó ligado al equipo Fiat oficial Linea Competizione, donde siguió compitiendo con el Fiat Linea número 12 del Top Race, logrando 3 victorias durante la temporada 2012
En el año 2013 realiza una temporada en el extranjero con el equipo inglés McTech en la categoría GT3 Blancpain por diferentes circuitos europeos como Monza, Paul Ricard, Nürburgring, Imola y Silverstone.

## Biografía
Nacido en la localidad de Chajarí, en la Provincia de Entre Ríos, Diego Menéndez sumaría su nombre a la lista de pilotos nacionales originados en su Provincia al debutar en el año 1994 en la Fórmula Entrerriana, la categoría de monoplazas más importante del interior argentino. En ella participaría durante tres años, proclamándose campeón de la misma en su segundo año de participación (1995). En 1997, encaminaría su carrera a nivel nacional, inscribiéndose y participando en la Fórmula Súper Renault, categoría que contaba con chasis de Fórmula 3 y motores marca Renault de 2.0 litros potenciados. En esta categoría, Menéndez alcanzaría el subcampeonato al año siguiente a su debut, en 1998, compitiendo siempre a bordo de una unidad TOM'S.
En 1999 comienza su carrera a nivel internacional, al probar un Fórmula 3 Sudamericana, al comando de una unidad Dallara-Toyota logrando excelentes resultados. Sin embargo, su situación económica lo haría acordar al comenzar a comandar automóviles de turismo. Su debut con esta clase de vehículos, lo dio en la Gran Copa de las Naciones, al comando de un BMW Serie 3equipo oficial. Con el BMW seguiría compitiendo durante el año 2000, logrando varios triunfos, podios y el cuarto puesto en el campeonato del año 2000, al mismo tiempo que la categoría pasaba a denominarse Super Turismo Sudamericano.

## Trayectoria
| Temporada | Categoría                        | Automóvil              |
| --------- | -------------------------------- | ---------------------- |
| 1994      | Debut en la Fórmula Entrerriana  | Crespi                 |
| 1995      | Campeón Fórmula Entrerriana      | Berta                  |
| 1996      | Debut en la Fórmula Entrerriana  | Crespi                 |
| 1997      | Debut Fórmula Súper Renault      | TOM'S-Renault          |
| 1998      | Subcampeón Fórmula Súper Renault | TOM'S-Renault          |
| 1999      | Fórmula 3 Sudamericana           | Dallara-Toyota         |
| 1999      | Copa de las Naciones             | BMW Serie 3            |
| 2000      | Super Turismo Sudamericano       | BMW Serie 3            |
| 2001      | Debut en Top Race                | BMW Serie 3            |
| 2005      | Debut en TC 2000                 | Chrysler Neon          |
| 2006      | TC 2000, 200 km de Buenos Aires  | Honda Civic (Invitado) |
| 2007      | Top Race V6                      | Renault Laguna II      |
| 2007      | TC 2000                          | Honda Civic            |
| 2008      | TC 2000                          | Honda New Civic        |
| 2009      | Copa Endurance Series de TC 2000 | Honda Civic (Invitado) |
| 2010      | TC 2000, 200 km de Buenos Aires  | Honda Civic (Invitado) |
| 2011      | Top Race                         | Fiat Linea             |
| 2012      | Top Race                         | Fiat Linea             |

- [2]

## Resultados

### Turismo Competición 2000
| Año  | Equipo                     | Auto             | 1    | 2   | 3   | 4   | 5   | 6   | 7   | 8   | 9   | 10  | 11  | 12    | 13  | 14  | Res. | Puntos |
| ---- | -------------------------- | ---------------- | ---- | --- | --- | --- | --- | --- | --- | --- | --- | --- | --- | ----- | --- | --- | ---- | ------ |
| 2005 |                            |                  | BA I | PAR | VIE | SJU | OLA | AG  | CUR | OBE | RAF | SRA | CON | BA II | SL  | GR  |      |        |
| 2005 | Proas Motorsport           | Chrysler Neon II |      |     |     |     |     |     |     |     |     |     |     |       |     |     |      |        |
| 2005 | Italcred Fineschi Racing   | Honda Civic VI   |      |     |     |     |     |     |     |     |     |     |     |       |     |     |      |        |
| 2006 |                            |                  | BA I | OLA | CR  | VIE | SFE | SJU | SRA | RES | CUR | SMM | GR  | BA II | OBE | PAR |      |        |
| 2006 | Bainotti Racing Team       | Honda Civic VI   |      |     |     |     |     |     |     |     |     |     |     |       |     |     |      |        |
| 2008 |                            |                  | PAR  | SAL | GR  | SFE | SJU | RES | AG  | BA  | OBE | TRH | VIE | SMM   | PDF | PDE | -    | 0      |
| 2008 | Malta Advanced Racing Team | Honda Civic VIII |      | b   |     |     |     |     |     |     |     |     |     |       |     |     | -    | 0      |
| 2009 |                            |                  | AG   | GR  | OBE | SMM | TRH | RES | BA  | CEN | SFE | SFE | SJU | SJU   | PDF |     | -    | -      |
| 2009 | Bainotti Factory Racing    | Honda Civic VII  |      |     |     |     | 6   |     |     |     |     |     |     |       |     |     | -    | -      |
| 2009 | Bainotti Factory Racing    | Honda Civic VIII |      |     |     |     |     |     | Ex. |     |     |     |     |       |     |     | -    | -      |

#### Copa Endurance Series
|
! TRH
! BA
! PDF
!r
!rowspan=2| Bainotti Factory Racing
! Honda Civic VII
|bgcolor="#DFFFDF"| 6
|
|
|-
! Honda Civic VIII
|
|bgcolor="#000000" style="color:#FFFFFF"| Ex.
|
|}

## Palmarés
| Título     | Categoría                       | Automóvil     | Año  |
| ---------- | ------------------------------- | ------------- | ---- |
| Campeón    | Fórmula Entrerriana             | Crespi        | 1994 |
| Subcampeón | Fórmula Súper Renault Argentina | TOM'S-Renault | 1998 |